# Montabon
Montabon és un municipi francès situat al departament del Sarthe i a la regió de País del Loira. L'any 2017 tenia 727 habitants.

## Demografia
El 2007 la població de fet era de 777 persones. Hi havia 320 famílies i 415 habitatges

## Economia
El 2007 la població en edat de treballar era de 443 persones, 312 eren actives i 131 eren inactives. Hi havia quinze establiments el 2007, 3 empreses de construcció, dues empreses de comerç i reparació d'automòbils, tres empreses d'hostatgeria i restauració, una empresa financera, cinc empreses immobiliàries i una empresa classificada com a «altres activitats de serveis».
L'any 2000 hi havia 21 explotacions agrícoles que conreaven un total de 474 hectàrees. El 2009 hi havia una escola elemental integrada dins d'un grup escolar.